# E.N.O.T. Corp.
E.N.O.T. Corp. (russe : ЧВК «ЕНОТ» ; également fréquemment écrit ENOT Corp) est une société militaire privée russe fondée par Igor Mangouchev.
Elle y déploie des mercenaires en Ukraine, en Syrie et dans le Haut-Karabakh.

## Étymologie
ENOT est un acronyme du nom complet de l'organisation, Единые народные общинные товарищества (anglais : United People's Communal Partnerships). Enot signifie raton laveur en russe, animal qui représente le logo utilisé par le groupe,.
L'organisation est parfois connue sous le nom de SMP Yenot ou Raton.

## Histoire et activités
ENOT est fondée en 2011 par le nationaliste russe et fondateur de Svetlaya Rus Igor Mangouchev, pour rassembler diverses milices basées dans le Donbass et leur donner un statut plus officiel, tout en ayant la capacité de traiter les fonds pour les salaires, les pensions et les retraites des combattants et des autres protections sociales,. L'ENOT est présent en Ukraine, en Syrie et dans le Haut-Karabakh,.
Depuis 2015, le groupe effectue des entraînements militaires dans des camps en Serbie, dans le Donbass et en Biélorussie. Les participants aux camps d'entraînement sont des enfants âgés de 12 à 18 ans originaires de Russie, du Monténégro, de Serbie, de Biélorussie, de Transnistrie et d'Ossétie du Sud. Le camp d'entraînement serbe, géré par des vétérans de la guerre de Bosnie, est fermé par le ministère de l'Intérieur serbe en 2018 en raison de problèmes de maltraitance d'enfants. Le 7 novembre 2018, pour lutter contre la formation d'enfants soldats, le Service fédéral de sécurité et les forces de police russes ont arrêté des membres de l'ENOT, les relâchant cependant le lendemain.
ENOT est connu en Russie sous le nom de русская православная община (litt. 'communauté orthodoxe russe') et officiellement enregistrée auprès du ministère de la Justice russe en mai 2016 en tant qu'organisation à but non lucratif. L'objectif officiel déclaré est la promotion et la protection de la jeunesse patriotique, bien qu'en 2018, le groupe ne soumettra aucun rapport officiel sur ses activités. Depuis 2015, ENOT a reçu le soutien du gouvernement russe pour des activités en Syrie et au Karabagh. Le groupe est actif dans la guerre russo-ukrainienne et a soutenu la guerre dans le Donbass.
En 2021, le trésorier d'ENOT, Vladimir Morozov, est condamné à 10,5 ans de prison pour extorsion. En 2022, le chef de l'organisation, Roman Telenkevitch, est condamné à 13 ans de prison pour organisation d'une communauté criminelle, extorsion et menace de mort ou de lésions corporelles graves. Le 4 février 2023, alors qu'il participe à la guerre russo-ukrainienne, le fondateur Igor Mangouchev est tué d'une balle dans la nuque à un poste de contrôle de véhicules russe à Kadiïvka,.